# Доктор Кто (спецвыпуски, 2013)
Спецвыпуски 2013 года британского научно-фантастического телесериала «Доктор Кто» включают два дополнительных эпизода сериала, выпущенных после завершения седьмого сезона. Кроме традиционного рождественского спецвыпуска, они включают серию, созданную специально для пятидесятой годовщины сериала, и её приквелы.
В обоих эпизодах в главных ролях снялись Мэтт Смит и Дженна Коулман как Одиннадцатый Доктор и Клара Освальд соответственно. Кроме того, в юбилейном спецэпизоде в шоу на время вернулись актёры Дэвид Теннант (Десятый Доктор) и Билли Пайпер (Роза Тайлер (Злой Волк)). Рождественский эпизод 2013 года стал последним для Мэтта Смита, в нём Одиннадцатый Доктор регенирирует в Двенадцатого, которого сыграл шотландский актёр Питер Капальди.

## Эпизоды
В спецвыпусках 2013 года вернулись ещё одни из врагов Доктора — меняющие облик пришельцы Зайгоны, в последний раз появлявшиеся в серии 1975 года «Террор зайгонов». В рождественском спецвыпуске «Время Доктора» в одном сюжете слились арки всех сезонов с участием Одиннадцатого Доктора.
| № | # | Название                                 | Режиссёр    | Сценарист     | Зрителей (миллионов) | Дата выхода в эфир  | Индекс оценки (из 100) |
| --- | - | ---------------------------------------- | ----------- | ------------- | -------------------- | ------------------- | ---------------------- |
| 240 | 1 | «День Доктора» «The Day of the Doctor»   | Ник Харран  | Стивен Моффат | 12,80                | 23 ноября 2013 года | 88                     |
| Когда далеки штурмуют Аркадию, Повелители Времени узнают, что Военный Доктор проник в их арсенал и украл разрушительное оружие под названием "Момент". Искусственный интеллект оружия принимает облик Розы Тайлер (точнее, Злого Волка) и начинает общаться с мятежным Повелителем времени. Спустя годы Одиннадцатый Доктор и Клара Освальд были вызваны подразделением UNIT в секретное хранилище британского музея, где хранятся особые картины - из-за особых технологий они представляют собой трёхмерное изображение. При этом некоторые из них разбиты изнутри. Также им передают письмо от супруги Доктора, королевы Елизаветы I. В прошлом Десятый Доктор встречается с ней, расследуя деятельность зайгонов на Земле. В этот момент три точки времени и пространства соединяются - три воплощения Доктора оказываются в одном пространстве и времени. И им троим предстоит помочь друг другу решить их проблемы: Военному - окончить Войну Времени, Десятому - найти зайгонов, Одиннадцатому - не дать зайгонам попасть в будущее. |   |                                          |             |               |                      |                     |                        |
| 241 | 2 | «Время Доктора» «The Time of the Doctor» | Джейми Пэйн | Стивен Моффат | 11,14                | 25 декабря 2013     | 83                     |
| С неизвестной планеты во все точки времени и пространства поступает странный сигнал. Используя голову киберчеловека в качестве компьютера, Доктор выясняет, что сигнал представляет собой повторяющийся вопрос "Доктор Кто?", а планета, с которой он поступает, определяется как... Галлифрей. При помощи своей спутницы Клары Освальд и Церкви Папского Мейнфрейма Доктор попадает на планету (на самом деле являющуюся Трензалором) и находит там городок под названием Рождество, трещину в пространстве-времени, откуда и поступает вопрос, и новые неприятности. В течение 900 лет Повелителю времени приходится защищать Трензалор ото всех своих врагов, также слетевшихся на сигнал. Проблема заключается в том, что у Доктора больше нет регенераций и каждый бой может стать последним. |   |                                          |             |               |                      |                     |                        |

### Мини-эпизоды
| Название | Режиссёр     | Сценарист     | Дата выхода                                                           |
| --- | ------------ | ------------- | --------------------------------------------------------------------- |
| «Ночь Доктора» «The Night of the Doctor» | Джон Хэйнс   | Стивен Моффат | 14 ноября 2013 года (онлайн) 16 ноября 2013 года (BBC Red Button)     |
| Во вселенной в самом разгаре Война Времени, но Доктор не желает участвовать в ней. Однажды он прилетает в ТАРДИС на терпящий крушение космический корабль, чтобы спасти женщину-пилота, но та, поняв, что он Повелитель времени, предпочитает погибнуть вместе с ним. Сёстры Карна, жители планеты, на которую упал корабль с Доктором, спасают его и помогают осознать необходимость его участия в войне. Он регенерирует в Воина, отказываясь от права называться Доктором.               |              |               |                                                                       |
| «Последний день» «The Last Day» | Джейми Стоун | Стивен Моффат | 19 ноября 2013 года (онлайн) 2 декабря 2013 года (home video release) |
| Армия города Аркадия, второго по величине города на Галлифрее, нуждается в надёжном пополнении, чтобы противостоять далекам в Войне Времени. Ветераны принимают новичка, проводят его инструктаж, и приказывают следить за небом, чтобы никто не проник на планету, хотя и сомневаются в том, что планетарную защиту можно пробиться. В конце этого же дня на Аркадию нападают далеки. Мини-эпизод снят от первого лица, таким образом в качестве солдата-новобранца выступает сам зритель. |              |               |                                                                       |

## Подбор актёров
В «Дне Доктора», кроме Мэтта Смита и Дженны Коулман, также снялись Дэвид Теннант и Билли Пайпер; Теннант вернулся к своей роли Десятого Доктора, а Пайпер, несмотря на то, что она, по всеобщему признанию, исполнила роль Розы Тайлер/Злого Волка, фактически снялась в роли искусственного интеллекта оружия «Момент», который принял облик Розы. О том, что актёры примут участие в съёмках, было объявлено 30 марта 2013 года. Позже были опубликованы фотографии, на которых Смит, Коулман и Теннант вычитывают сценарий, а также замечена звезда «Гэвина и Стэйси» Джоанна Пейдж. Было также подтверждено, что в сериал вернётся Джемма Редгрейв в роли Кейт Стюарт, дочери бригадира Летбридж-Стюарта, ранее появившейся в эпизоде «Сила трёх». Кроме того, ходили слухи, что исполнитель роли Девятого Доктора, Кристофер Экклстон, также будет задействован в съёмках — Стивен Моффат вёл переговоры с актёром, но Экклстон отклонил предложение. Сильвестр Маккой, известный по роли Седьмого Доктора, подтвердил, что ни одного из актёров, сыгравших Доктора до Экклстона, создатели на съёмки спецэпизода не приглашали. Джон Барроумэн высказал желание поучаствовать в проекте, заявив, что без Джека Харкнесса эпизод будет подобен «пародии», но тем не менее создатели решили не вводить данного персонажа в сюжет. В мини-эпизоде «Ночь Доктора», впервые с 1996 года, роль Восьмого Доктора сыграл Пол Макганн.
1 июня 2013 года Мэтт Смит объявил о своём уходе из «Доктора Кто» после выхода рождественского спецвыпуска 2013 года, в котором Доктор регенерирует вновь. Это заявление вызвало многочисленные спекуляции в СМИ о том, кто займёт его место. Личность актёра, который сыграет Двенадцатого Доктора, была раскрыта 4 августа 2013 года в специальной (одновременно и на телевидении, и на радио) передаче Doctor Who Live: The Next Doctor — было объявлено, что очередное воплощение Повелителя времени сыграет Питер Капальди. «Время Доктора» стал четвёртым рождественским эпизодом для Мэтта Смита и вторым — для Дженны Коулман.

## Производство

### Работа над сценарием
Шоураннер сериала, Стивен Моффат, начал писать сценарий «Дня Доктора» в конце 2012 года. Во избежание утечки сценарист не распечатывал текст, предпочитая хранить его в электронном виде. на своём личном компьютере.
По словам Моффата эпизод «Время Доктора» создавался с целью завершить все арки эры Мэтта Смита, многие из которых были начаты ещё в эпизоде «Одиннадцатый час»:

В [рождественском] спецвыпуске можно заметить отсылки ко всем аркам Мэтта — среди них есть те, которые я ввёл ещё в самом первом эпизоде с участием Мэтта, и теперь я отдаю им дань. Это был долгий путь, но на все вопросы, которые мне часто задавали, будут даны соответствующие ответы…
Оригинальный текст (англ.)The (Christmas) special ties up stuff from all corners of Matt's tenure – there are things I set in motion in Matt's very first episode that I'm paying off now. It's been a long game, but most of the questions that people ask will be answered...

В сентябре 2013 года стало известно что в спецвыпусках появятся киберлюди — одна из постоянных художников шоу написала в свой Twitter о том, что ей представился шанс сыграть киберчеловека.

### Съёмки
Съёмки «Дня Доктора» стартовали 8 апреля 2013 года — в этот день Теннант, Пайпер, Хёрт и Пейдж были замечены недалеко от города Нит (Южный Уэльс). 9 апреля на Трафальгарской площади в Лондоне снимались сцены с участием Мэтта Смита и Дженны Коулман. Среди других мест съёмок указывались Чепстоу (некоторые сцены были сняты в местном замке) и Кардифф — сцены в Кардиффе включали те, действие которых происходит на Тоттер Лэйн и в школе Коал-Хилл. Съёмки завершились 5 мая 2013 года. Последние два съёмочных дня было потрачено на производство мини-эпизода «Ночь Доктора», в котором, впервые с 1996 года, замечен Восьмой Доктор в исполнении Пола Макганна.
На комик-коне 2013 года Мэтт Смит подтвердил, что съёмки рождественского эпизода начнутся в сентябре, когда его работа для фильма «Как поймать монстра» будет закончена. Официально о начале производства эпизода было заявлено 8 сентября 2013 года. 10 сентября Смит и Коулман были замечены в здании Lydstep Flats в Кардиффе, ранее использовавшемся на съёмках 1 и 2 сезонов в качестве дома Розы и Джеки Тайлер. 19 сентября в лесу Пазлвуд стартовали съёмки сцен на Трензалоре, в процессе обильно использовался искусственный снег. 5 октября продюсер Маркус Уилсон написал в Twitter, что съёмки официально завершены.

## 50-летие сериала

### Телевидение

#### Приключение в пространстве и времени
В дополнение к спецэпизоду в честь 50-летия сериала, в котором вместе появились Мэтт Смит и Дэвид Теннант, было решено, чтобы как можно лучше отметить вклад, сделанный за полвека, снять к юбилею ещё несколько эпизодов. Эти эпизоды включали биографическую драму «Приключение в пространстве и времени» (автор сценария — Марк Гэтисс), подробно раскрывающую историю создания и первые годы жизни сериала вплоть до ухода первого исполнителя роли Доктора, Уильяма Хартнелла. Самого актёра в фильме сыграл Дэвид Брэдли, в роли его преемника, Патрика Траутона, снялся Рис Ширсмит; кроме того, в конце имеется камео Мэтта Смита, одетого в костюм Одиннадцатого Доктора.

#### (Почти) Пять Докторов: Перезагрузка
В качестве дополнения к эпизоду «День Доктора» Питер Дэвисон написал сценарий и срежиссировал 30-минутную пародию под названием «(Почти) Пять Докторов: Перезагрузка», в которой он сам, Колин Бэйкер и Сильвестр Маккой пытаются получить роль в «Дне Доктора». Снятый в середине 2013 года, фильм изначально произвёл впечатление — из-за изображения трёх «акций протеста» возле Телевизионного Центра BBC. Кроме Дэвисона, Бэйкера и Маккоя в фильме промелькнули лица многих из тех, кто связан с «Доктором Кто», включая Пола Макганна, Дэвида Теннанта, Мэтта Смита, Стивена Моффата, Рассела Т Дэйвиса и Джона Барроумена, а также Джорджию Моффет (жену Дэвида Теннанта и дочь Питера Дэвисона) и её детей.

#### Другое
Эпизод «День Доктора» стал центром для целого круга различных программ в честь годовщины, вышедших на всех каналах, принадлежащих BBC. Среди них, кроме «Приключения в пространстве и времени», был специальный выпуск Culture Show, озаглавленный «Я, ты и Доктор Кто» и в котором Мэтью Свит исследует вклад в культуру, сделанный «Доктором Кто». Канал CBBC представил вниманию зрителей шоу «Снова 12», в котором звёзды классического и возрождённого сериалов вспоминают о съёмках в сериях «Доктора Кто»; профессор Брайан Кокс создал специальную лекцию «Наука в Докторе Кто», показанную по каналу BBC Two; BBC Three запустил специальный телевизионный марафон Монстров и Злодеев, а также показал выпуск «„Доктор Кто“: The Ultimate Guide». ВВС также объявила о намерении показать полностью восстановленную серию «Неземное дитя». Объявление сопровождалось презентацией официального постера спецвыпуска «День Доктора».
Канал Watch, являющийся частью сети UKTV, запустил показ серий «Доктора Кто», основанный на шоу BBC America «The Doctors Revisited», состоящем из одиннадцати серий, по одной на каждого из исполнителей роли Доктора. Серии американского оригинала выходили ежемесячно вместе с полным собранием эпизодов с участием каждого Доктора. Показ британской версии стартовал 12 октября.
Британский институт кинематографии (BFI) также запустил ежемесячные показы серий с участием того или иного Доктора. Эти показы достигли своего пика в ноябре 2013 года, когда были показаны «День Доктора» и «Приключение в пространстве и времени».
| The Doctors Revisited | The Doctors Revisited                  | The Doctors Revisited | The Doctors Revisited | Показы BFI                             | Показы BFI  |
| Доктор                | Серия                                  | Дата (BBC America)    | Дата (Watch)          | Серия                                  | Дата показа |
| --------------------- | -------------------------------------- | --------------------- | --------------------- | -------------------------------------- | ----------- |
| Первый                | Ацтеки                                 | 27 января             | 12 октября            | Неземное дитя                          | 12 января   |
| Второй                | Гробница киберлюдей                    | 24 февраля            | 13 октября            | «Гробница киберлюдей»                  | 9 февраля   |
| Третий                | Острие из космоса                      | 31 марта              | 19 октября            | Разум зла                              | 10 марта    |
| Четвёртый             | Пирамиды Марса                         | 28 апреля             | 20 октября            | Роботы смерти                          | 20 апреля   |
| Пятый                 | «Землетрясение»                        | 26 мая                | 26 октября            | «Пещеры Андрозани»                     | 4 мая       |
| Шестой                | «Возмездие на Варосе»                  | 29 июня               | 27 октября            | «Два Доктора»                          | 15 июня     |
| Седьмой               | «Поминовение далеков»                  | 27 июля               | —                     | «Поминовение далеков»                  | 27 июля     |
| Седьмой               | «Поле брани»                           | —                     | 2 ноября              | «Поминовение далеков»                  | 27 июля     |
| Восьмой               | Доктор Кто                             | 31 августа            | 3 ноября              | «Доктор Кто»                           | 5 октября   |
| Девятый               | «Злой волк»/«Пути расходятся»          | 29 сентября           | 9 ноября              | «Злой волк»/«Пути расходятся»          | 24 августа  |
| Десятый               | «Украденная Земля»/«Конец путешествия» | 27 октября            | —                     | «Украденная Земля»/«Конец путешествия» | 29 сентября |
| Десятый               | «Тишина в библиотеке»/«Лес мертвецов»  | —                     | 10 ноября             | «Украденная Земля»/«Конец путешествия» | 29 сентября |
| Одиннадцатый          | «Невозможный астронавт»/«День Луны»    | 24 ноября             | 16 ноября             | «Одиннадцатый час»                     | 8 декабря   |
| Одиннадцатый          | «Невозможный астронавт»/«День Луны»    | 24 ноября             | 16 ноября             | «Имя Доктора»                          | 8 декабря   |

### Радио
Радиостанция BBC Radio 2 запустила в эфир несколько новых программ, посвящённых «Доктору Кто», включая документальную передачу «Кто такой Доктор?». В рамках еженедельной субботней программы Дэвида Квантика и Грэма Нортона был запущен проект «Путеводитель Блэггера по Доктору Кто», освещающий события, приуроченные к празднованию годовщины сериала. Станция BBC Radio 1 исследовала новое направление в музыке — тайм-лорд-рок — основанное на музыке из сериала, а станция BBC Radio 4 Extra запустила трёхчасовой спецвыпуск под названием «Кто кого создаёт?», исследующий взаимовлияние реального мира и вселенной сериала.
В октябре Big Finish Productions, специально к 50-летию сериала, выпустила аудиодраму The Light at the End, в сюжете которой фигурируют воплощения Доктора с четвёртого по восьмое.

## Издания на DVD и Blu-Ray
Эпизод «День Доктора» был выпущен отдельным изданием на DVD и Blu-ray 2 декабря (Регион 2), 4 декабря (Регион 4) и 10 декабря 2013 года (Регион 1). Релиз «Приключения в пространстве и времени» в виде DVD-издания состоялся 2 декабря (Регион 2) и 11 декабря 2013 года (Регион 4), а также в виде комбинированного DVD/Blu-Ray-издания 27 мая 2014 года (Регион 1). Отдельные издания на DVD и Blu-Ray эпизода «Время Доктора» увидели свет 20 января (Регион 2), 22 января (Регион 4) и 4 марта 2014 года (Регион 1). Полное издание спецвыпусков 2013 года состоялось 8 сентября (Регион 2) и 10 сентября 2014 года (Регион 4).
| Доктор Кто: Коллекционное издание к 50-летию сериала                                                                                             | | | | | |
| Информация об издании | Информация об издании | Дополнительный контент | Дополнительный контент | Дополнительный контент | Дополнительный контент |
| - 4 эпизода (включая «Имя Доктора» и «Приключение в пространстве и времени») - Набор из 4 дисков - Формат изображения 16:9 - Английские субтитры | - 4 эпизода (включая «Имя Доктора» и «Приключение в пространстве и времени») - Набор из 4 дисков - Формат изображения 16:9 - Английские субтитры | - Съёмки из-за кулис - «„Доктор Кто“: The Ultimate Guide» - «Наука в Докторе Кто» - Мини-эпизоды («Ночь Доктора», «Последний день») - Киновступления - Документальные эпизоды («Байки из ТАРДИС», «Прощание с Мэттом Смитом», «Уильям Хартнелл: Начало») - Вырезанные сцены - Трейлеры - Doctor Who Prom (2013) - «(Почти) Пять Докторов: Перезагрузка» | - Съёмки из-за кулис - «„Доктор Кто“: The Ultimate Guide» - «Наука в Докторе Кто» - Мини-эпизоды («Ночь Доктора», «Последний день») - Киновступления - Документальные эпизоды («Байки из ТАРДИС», «Прощание с Мэттом Смитом», «Уильям Хартнелл: Начало») - Вырезанные сцены - Трейлеры - Doctor Who Prom (2013) - «(Почти) Пять Докторов: Перезагрузка» | - Съёмки из-за кулис - «„Доктор Кто“: The Ultimate Guide» - «Наука в Докторе Кто» - Мини-эпизоды («Ночь Доктора», «Последний день») - Киновступления - Документальные эпизоды («Байки из ТАРДИС», «Прощание с Мэттом Смитом», «Уильям Хартнелл: Начало») - Вырезанные сцены - Трейлеры - Doctor Who Prom (2013) - «(Почти) Пять Докторов: Перезагрузка» | - Съёмки из-за кулис - «„Доктор Кто“: The Ultimate Guide» - «Наука в Докторе Кто» - Мини-эпизоды («Ночь Доктора», «Последний день») - Киновступления - Документальные эпизоды («Байки из ТАРДИС», «Прощание с Мэттом Смитом», «Уильям Хартнелл: Начало») - Вырезанные сцены - Трейлеры - Doctor Who Prom (2013) - «(Почти) Пять Докторов: Перезагрузка» |
| Даты выхода на DVD | | | | | |
| Регион 1 | Регион 1 | Регион 2 | Регион 2 | Регион 4 | Регион 4 |
| | | 8 сентября 2014 года | 8 сентября 2014 года | 10 сентября 2014 года | 10 сентября 2014 года |

## Саундтрек
24 ноября 2014 года студия выпустила диск с саундтреком к спецвыпускам «День Доктора» и «Время Доктора». Авторство большинства композиций принадлежит композитору сериала, Мюррею Голду.